# Mike Kenny
Pour les articles homonymes, voir Kenny.
Mike Kenny, né le 30 janvier 1945, est un nageur britannique. Il est l'athlète britannique le plus titré de tout temps aux Jeux paralympiques, avec dix-huit médailles dont seize en or.
Il est élevé dans un orphelinat, puis adopté par une famille d'accueil. Ingénieur dans l'industrie nucléaire, il est totalement paralysé en 1971, à l'âge de 26 ans, après être tombé d'une échelle sur son lieu de travail. Son état s'améliore (il retrouve des fonctions motrices partielles dans le haut de son corps) mais sa moelle épinière reste endommagée de manière permanente, et il se déplace dès lors en fauteuil roulant. Il se met à la natation handisport, initialement comme élément de sa thérapie. Il se qualifie pour les Jeux paralympiques d'été de 1976, à Toronto, où il prend part à trois épreuves de natation dans la catégorie 1A, pour les athlètes les plus lourdement handicapés. Les Jeux paralympiques ne bénéficient pas encore du soutien et de la médiatisation qu'ils auront par la suite. Très peu encadré, Kenny n'a pas d'entraîneur, et s'entraîne seul avec son épouse munie d'un chronomètre. Il remporte la médaille d'or dans chacune de ses trois épreuves (brasse, dos et nage libre), avec une large avance sur ses concurrents.
Aux Jeux de 1980 à Arnhem (aux Pays-Bas), il défend avec succès chacun de ses trois titres. À ce stade où le handisport est encore relativement peu développé, son avance sur ses adversaires reste considérable : plus de deux secondes en nage libre, neuf secondes et demi en brasse. Aux Jeux de 1984 il s'inscrit à l'épreuve de papillon contre des adversaires moins lourdement handicapés, mais n'y prend finalement pas le départ, préférant défendre à nouveau avec succès ses titres en nage libre, dos et brasse. Il participe néanmoins à l'épreuve du relai en nage libre, où les Britanniques remportent la médaille d'argent derrière l'Allemagne de l'Ouest. Et en participant à l'épreuve du 100 mètres nage libre en individuel, il ajoute une quatrième médaille d'or à son palmarès pour ces Jeux - avec trente-deux secondes d'avance sur ses adversaires. Puis une cinquième en medley 3x25 mètres, contre des concurrents moins lourdement handicapés. Aux Jeux de 1988, ses derniers, il conserve l'ensemble de ses cinq titres individuels (malgré un ajustement dans la longueur d'une épreuve), ainsi que sa médaille d'argent en équipe au relai,.
Après avoir pris sa retraite sportive, il devient magistrate, c'est-à-dire juge non professionnel à temps partiel dans les magistrates' courts (tribunaux pour petits délits).
Il est nommé membre de l'Ordre de l'Empire britannique en 1989, en reconnaissance de ses performances sportives. Pour autant, l'intérêt généré par les Jeux paralympiques étant minimal avant les années 1990, ses performances sont longtemps oubliées ; en amont des Jeux de 2012 à Londres, les médias britanniques décrivent à tort Dame Tanni Grey-Thompson comme la championne paralympique britannique la plus titrée, avant de découvrir le palmarès de Mike Kenny dans les archives du Comité international paralympique.

## Palmarès aux Jeux paralympiques
Au cours de sa carrière, Mike Kenny a pris part à seize épreuves en individuel aux Jeux, et a remporté l'or à chaque fois. Il a également remporté deux médailles d'argent en épreuves par équipe.

Toronto 1976
- 25 mètres dos 1A : 30 s 23 (record du monde)
- 25 mètres brasse 1A : 42 s 56 (record du monde)
- 25 mètres nage libre 1A : 31 s 59 (record du monde)

Arnhem 1980
- 25 mètres dos 1A : 30 s 30
- 25 mètres brasse 1A : 38 s 98 (record du monde)
- 25 mètres nage libre 1A : 30 s 43 (record du monde)

Stoke Mandeville et New York 1984
- 100 mètres nage libre 1A : 2 min 25 s 97
- 25 mètres dos 1A : 29 s 04 (record du monde)
- 25 mètres brasse 1A : 36 s 26
- 25 mètres nage libre 1A : 28 s 91 (record du monde)
- 3x25 mètres medley 1B : 1 min 51 s 97
- relai 3x25 mètres nage libre 1A-1C : 1 min 35 s 19

Séoul 1988
- 100 mètres nage libre 1A : 2 min 18 s 48 (record du monde)
- 25 mètres dos 1A : 31 s 06
- 25 mètres brasse 1A : 35 s 56 (record paralympique)
- 50 mètres nage libre 1A : 59 s 84
- 75 mètres medley 11 : 1 min 52 s 12
- relai 3x25 mètres nage libre 1A-1C : 1 min 41 s 75